# النيابة العامة (السعودية)
النيابة العامة هي جهاز قضائي مستقل، يختص بالتحقيق في الجرائم بالمملكة العربية السعودية. يقوم بالعمل فيها قضاة تحقيق، يحملون الصفة والحصانة القضائية، ويسمون (أعضاء النيابة العامة).

## النشاة والتاريخ
في عهد الملك فهد بن عبد العزيز آل سعود، كان الأمر بإنشاء الأجهزة المختصة لتوفير الأمن وإقرار العدالة في ربوع المملكة العربية السعودية كافة وفقاً لأسس علمية شرعية وحضارية تضع في اعتبارها الحفاظ على حقوق الإنسان وكرامته وعدم اتخاذ أي إجراء يمس تلك الحقوق أو الكرامة، وذلك في ضوء القواعد الشرعية المستمدة من كتاب الله والسنة النبوية صدر نظام هيئة التحقيق والادعاء العام بالمرسوم الملكي الكريم رقم (م/56) وتاريخ 24-10-1409هـ.
وبتاريخ 16-4-1414هـ صدرأمر ملكي كريم يقضي بتعيين رئيسٍ لهيئة التحقيق والادعاء العام وأربعة وأربعين عضواً بها؛ وعطفاً عليه بدأت الهيئة في مباشرة اختصاصاتها حيال ما يتعلّق بالادعاء العام أمام الجهات القضائية، والرقابة على السجون ودور التوقيف والإشراف على تنفيذ الأحكام الجزائية.
وبتاريخ 2-5-1417هـ باشرت الهيئة اختصاصاتها حيال ما يتعلّق بالتحقيق في الجرائم.
وبتاريخ 13-4-1436هـ تم تعديل بعض مواد نظام هيئة التحقيق والادعاء العام المتضمنة تعديل سلم مراتب أعضاء هيئة التحقيق ومساواة رواتبهم برواتب القضاة في المملكة وإضفاء الصفة القضائية على أعمال أعضاء هيئة التحقيق والادعاء العام.
وبتاريخ 22 رمضان 1438هـ الموافق 17 يونيو 2017م، صدر أمر ملكي رقم (أ / 240) بتغيير مسمى هيئة التحقيق والادعاء العام إلى  النيابة العامة، ويسمى رئيسها النائب العام، وترتبط مباشرة بالملك، وتتمتع بالاستقلال التام وليس لأحد التدخل في عملها.
وبتاريخ 04 شعبان 1445هـ الموافق 14 فبراير 2024م أقر مجلس النيابة العامة برئاسة النائب العام الشيخ سعود بن عبد الله المعجب إنشاء «نيابة الملكية الفكرية»، وذلك إنفاذاً للإستراتيجية الوطنية للملكية الفكرية التي أطلقها الأمير محمد بن سلمان بن عبد العزيز آل سعود ولي العهد رئيس مجلس الوزراء السعودي بتاريخ 28 جمادى الأولى 1444هـ الموافق 22 ديسمبر 2022م.
وبتاريخ 8 شعبان 1445هـ الموافق 18 فبراير 2024م أعلن عن نظام حماية المبلغين والشهود والخبراء ومن في حكمهم، ونفاذ النظام بعد 120 يوما من تاريخ نشره، فلذلك تم إنشاء "مركز برنامج حماية المبلغين والشهود والخبراء والضحايا" إنفاذًا للمادة الرابعة من نظام حماية المبلغين والشهود والخبراء والضحايا. ويهدف المركز إلى توفير الحماية العدلية للأشخاص المشمولين بالحماية.

## الاختصاص
أولاً: الاختصاص النوعي:
1. تختص النيابة العامة في المملكة العربية السعودية وفقاً للمادة الثالثة من نظامها بما يلي:
2. التحقيق في الجرائم.
3. التصرف في التحقيق برفع الدعوى أو حفظها طبقاً لما تحدده اللوائح.
4. الادعاء أمام الجهات القضائية وفقاً للائحة التنظيمية.
5. طلب استئناف الأحكام.
6. الإشراف على تنفيذ الأحكام الجزائية.
7. الرقابة والتفتيش على السجون ودور التوقيف، وأي أماكن تنفذ فيها أحكام جزائية، والقيام بالاستماع إلى شكاوى المسجونين والموقوفين، والتحقق من مشروعية سجنهم أو توقيفهم، ومشروعية بقائهم في السجن أو دور التوقيف بعد انتهاء المدة، واتخاذ الإجراءات اللازمة لإطلاق سراح من سجن أو أوقف منهم بدون سبب مشروع، وتطبيق ما تقضي به الأنظمة في حق المتسببين في ذلك.
8. أي اختصاصات أخرى تسند إليها بموجب الأنظمة أو اللوائح الصادرة طبقاً لنظام الهيئة أو قرارات مجلس الوزراء أو الأوامر السامية. ومن ذلك ما جاء في المرسوم الملكي الكريم رقم (م/4) وتاريخ 5/1/1433هـ القاضي بنقل اختصاص هيئة الرقابة والتحقيق المتعلق بالتحقيق والادعاء العام في الجرائم الجنائية التي تباشرها هيئة الرقابة والتحقيق كالرشوة والتزوير والجرائم المنصوص عليها في المرسوم الملكي الكريم رقم (م/43) وتاريخ 29/11/1377هـ إلى هيئة التحقيق والادعاء العام. وكذلك الأمر الملكي الصادر في 12 فبراير 2019 والقاضي بنقل اختصاصات التحقيق والادعاء في القضايا الجمركية إلى النيابة العامة، بدلًا عن الهيئة العامة للجمارك.[10]

ثانياً: الاختصاص المكاني:
يشمل اختصاص الهيئة المكاني جميع الجرائم التي تقع ضمن إقليم المملكة العربية السعودية إلاَّ ما استثني منها بنظام أو بقواعد تصدر من مجلس الوزراء، كما يشمل اختصاصها الجرائم الواقعة خارج المملكة إذا كانت الجهة القضائية في المملكة مختصة بالنظر فيها بمقتضى الأنظمة أو المعاهدات التي تكون المملكة طرفاً فيها.

## أقسام دوائر التحقيق بالنيابة العامة
- دائرة التحقيق في قضايا الاعتداء على النفس: وتتولى التحقيق في القضايا التي تشكل اعتداءً على النفس أو ما دون النفس كالقتل والشروع فيه والتهديد به، وإطلاق النار، والطعن، والاعتداء بالضرب، والانتحار والشروع فيه، وغير ذلك.
- دائرة التحقيق في قضايا الاعتداء على العرض والأخلاق: وتتولى التحقيق في القضايا التي تشكل اعتداءً على الدين والعرض والأخلاق كالسحر، والشعوذة، والدجل، وسب الذات الإلهية والنبي صلى الله عليه وسلم والدين، والزنا، واللواط، والخطف، والاغتصاب، ومحاولة الزنا، أو اللواط، والقذف، والسب والشتم، والدعارة، والابتزاز، والمعاكسة، والخلوة والاختلاط والاصطحاب غير الشرعية، والقمار، ومضايقة النساء، والتخلف عن الصلاة عمداً، والإفطار في نهار رمضان علناً وغير ذلك.
- دائرة التحقيق في قضايا المخدرات والمؤثرات العقلية: وتتولى التحقيق في قضايا المخدرات والمؤثرات العقلية كتهريب المواد المخدرة أو المؤثرات العقلية، أو تلقيها من المهربين، أو جلبها، أو استيرادها، أو تصديرها أو إنتاجها، أو صنعها، أو استخلاصها، أو تحويلها، أو استخراجها، أو حيازتها، أو إحرازها، أو بيعها أو شراؤها، أو توزيعها، أو تسليمها، أو تسلمها، أو نقلها، أو المقايضة بها، أو تعاطيها، أو الوساطة فيها، أو تسهيل تعاطيها، أو إهداؤها، أو تمويلها، أو التموين بها، أو زراعتها، أو صنع معدات أو مواد أو بيعها أو نقلها أو توزيعها بقصد استخدامها في زراعة المواد المخدرة أو المؤثرات العقلية أو إنتاجها أو صنعها بشكل غير مشروع، أو المشاركة بالاتفاق أو التحريض أو المساعدة في ارتكاب أي من الأوصاف المجرمة السابقة، أو الشروع في ارتكاب أي فعل منها الأفعال السابقة.
- دائرة التحقيق في قضايا الاعتداء على المال: وتتولى التحقيق في القضايا التي تشكل اعتداءً على المال كالسرقات الحدية وغير الحدية، والاحتيال المالي، وخيانة الأمانة، وتحرير الشيكات دون رصيد، وغير ذلك.
- دائرة التحقيق في جرائم الوظيفة العامة: وتتولى التحقيق في القضايا التي تشكل اعتداءً على الوظيفة العامة، كالرشوة، والتزوير، والجرائم المنصوص عليها في المرسوم الملكي رقم (م/43) وتاريخ 29/11/1377هـ، والجرائم المنصوص عليها في نظام مباشرة الأموال العامة الصادر بالمرسوم الملكي رقم (م/77) وتاريخ 23/10/1395هـ، والجرائم المنصوص عليها في نظام البريد الصادر بالمرسوم الملكي رقم (م/4) وتاريخ 21/2/1406هـ، وغير ذلك.
- دائرة الادعاء العام: وتتولى رفع الدعاوى العامة حيال القضايا المحالة إليها ومباشرتها أمام المحاكم المختصة، وتتلخص أعمالها في الآتي:
  - دراسة القضايا الجنائية.
  - تحرير لوائح دعوى عامة.
  - إحالة الدعوى إلى الجهة القضائية المختصة.
  - الترافع أمام الجهات القضائية.
  - الاعتراض على الأحكام القضائية، وطلب استئنافها.
  - رفع الدعاوى التأديبية على المحامين.
- دائرة التحقيق في الجرائم الاقتصادية
- دائرة التحقيق في قضايا الأحداث والأسرة
- دائرة التعاون الدولي
- دائرة الأمن الوطني
- دائرة الرقابة على السجون ودور التوقيف والإشراف على تنفيذ الأحكام

## مراتب أعضاء النيابة العامة

1. ملازم تحقيق
2. محقق ج
3. محقق ب
4. محقق أ
5. وكيل دائرة تحقيق وادعاء ب
6. وكيل دائرة تحقيق وادعاء أ
7. رئيس دائرة تحقيق وادعاء ب
8. رئيس دائرة تحقيق وادعاء أ
9. مدعي استئناف
10. رئيس دوائر تحقيق وادعاء

## عقوبات الأحداث
الحدث هو من أتم السابعة ولم يتم الثامنة عشرة من عمره، وتتعامل النيابة العامة حياله وفق نظام معين، فإن أتم السابعة من عمره وقت ارتكاب الفعل المعاقب عليه لا يساءل جزائياً، وفيما يخص العقوبات المقررة بحق الحدث حال عدم إتمامه سن الخامسة عشرة هي توبيخه وتحذيره وتسليمه لمن يعيش معه من الأبوين أو لمن له الولاية، ومنعه من ارتياد أماكن معينة لمدة لا تتجاوز ثلاث سنوات، أو مزاولة عمل معين، ووضعه تحت المراقبة الاجتماعية في بيئته الطبيعية لمدة لا تتجاوز سنتين بجانب إلزامه بواجبات معينة لمدة لا تتجاوز 3 سنوات، أو الإيداع في مؤسسة اجتماعية أو علاجية لمدة لا تتجاوز سنة إذا كان متمًا الثانية عشرة من عمره وقت ارتكاب الفعل المعاقب عليه.
وفي حال إتمام الحدث سن الخامسة عشرة تطبق عليه العقوبات المقررة عدا عقوبة السجن فتكون عقوبته الإيداع في الدار مدة لا تتجاوز نصف الحد الأقصى للعقوبة الأعلى المقررة لذلك الفعل ودون التقيد بالحد الأدنى لتلك العقوبة، وأما إذا كانت الجريمة مما يعاقب عليه بالقتل فيعاقب بالإيداع في الدار مدة لا تتجاوز عشر سنوات.

## روابط خارجية
- الحساب الرسمي للنيابة العامة على تويتر